# 崑嵩省
崑嵩省（越南语：／），又作公嵩省（越南语：／），是原越南西原高原的一个省，省莅崑嵩市。

## 名称
“崑嵩” （Kon Tum)，来自于少数民族语言巴拿语，意为“有池塘的村庄”。其中“Kom”表示“村庄”，“Tum”表示池塘。
崑嵩省的越南语名称标准拼写是“Kon Tum”，法属时期多连写作“Kontum”，另一种拼写“Công Tum”（公嵩）也经常使用。1975年越南统一前后，政府公文、公开发行的地图都大量混用两种拼写。21世纪以来，“Công Tum”这种拼写被弃用。除了这两种常见拼写外，还有“Kông Tum”、“Kom Tum”、“Con Tum”、“Kum Tum”、“Kon Tom”等拼写。

## 地理
崑嵩省位于西原高原北部，北與廣南省相鄰，南接嘉萊省，西臨寮國、柬埔寨，東鄰廣義省。

## 历史
崑嵩省原为西原的少数民族部落地区，东部受到越南阮朝统治。19世纪末，法国殖民者开拓西原高原，在今崑嵩市设立崑嵩代理座，设官统治。
1904年7月25日，法属印度支那政府议定设立坡离箕低省（Plei Ku Der），分为崑嵩代理座和岧嶚（Cheo Reo）代理座，管辖今崑嵩省和嘉莱省地区。
1907年4月25日，殖民政府撤销坡离俱低省，将崑嵩代理座划入平定省，设为崑嵩县；岧嶚代理座划入富安省。
1913年2月9日，殖民政府在西原地区设立崑嵩省，管辖崑嵩代理座和岧嶚代理座。同时议定设立得勒省，管辖班迷属代理座。但得勒省未能设立，殖民政府便将班迷属代理座划归崑嵩省管辖。
1917年，成立安溪代理座，并设新安县。同年九月，升崑嵩县为崑嵩府。
1923年7月2日，成立得勒省，班迷属代理座划归得勒省。
1927年，升崑嵩府为崑嵩道。
1929年，设立崑嵩市社。
1932年5月25日，议定设立嘉莱省（法文称坡离俱省），坡离俱代理座划归嘉莱省。
1945年八月革命爆发时，崑嵩省共辖崑嵩市社、得格雷县、得苏县、公伯陇县等。
1946年5月27日，殖民政府在西原高原成立自治政权南印度支那上游地区，下辖西原5省。
1949年5月30日，南印度支那上游地区政权解散，西原5省并入越南国。
1950年4月15日，越南国国长保大在西原高原成立皇朝疆土，崑嵩省被纳入其中。
1955年3月11日，越南国首相吴廷琰废除“皇朝疆土”，将崑嵩省直接纳入中央政府管辖。
1958年，越南共和国吴廷琰政府将崑嵩省划分为崑嵩郡、公伯陇郡、得苏郡和得率郡4郡。后增设都莫龙郡，撤销公伯陇郡。
1975年3月，越南南方共和国解放崑嵩省。10月，崑嵩省和嘉莱省合并为嘉莱-崑嵩省。崑嵩省区域包括崑嵩市社、得格雷县、得苏县和公伯陇县1市社3县。
1978年10月10日，嘉莱-崑嵩省得苏县析置沙泰县。
1984年12月28日，嘉莱-崑嵩省公伯陇县部分区域划归安溪县管辖。
1991年8月12日，嘉莱-崑嵩省重新分设为崑嵩省和嘉莱省；崑嵩省下辖崑嵩市社、得苏县、得格雷县、沙泰县、公伯陇县1市社4县，省莅崑嵩市社。
1991年10月15日，沙泰县、得苏县和得格雷县析置玉回县。
1994年3月24日，得苏县和崑嵩市社析置得河县。
2002年1月31日，公伯陇县析置公瑞县。
2005年6月9日，得苏县析置都莫龙县。
2005年10月7日，崑嵩市社被评定为三级城市。
2009年4月10日，崑嵩市社改制为崑嵩市。
2015年3月11日，沙泰县析置亚赫德雷县。
2025年7月1日併入廣義省後走入歷史。

## 行政區劃
崑嵩省下辖1市9县，省莅崑嵩市。
- 崑嵩市（Thành phố Kon Tum）
- 得格雷縣（Huyện Đắk Glei）
- 得河縣（Huyện Đắk Hà）
- 得苏县（Huyện Đắk Tô）
- 亞赫德雷縣（Huyện Ia H'Drai）
- 公伯隴縣（Huyện Kon Plông）
- 公瑞縣（Huyện Kon Rẫy）
- 玉回縣（Huyện Ngọc Hồi）
- 沙泰縣（Huyện Sa Thầy）
- 都莫龍縣（Huyện Tu Mơ Rông）

## 外部連結
- 崑嵩省电子信息门户网站 （页面存档备份，存于）（越南文）